# 中華基督教會元朗真光小學

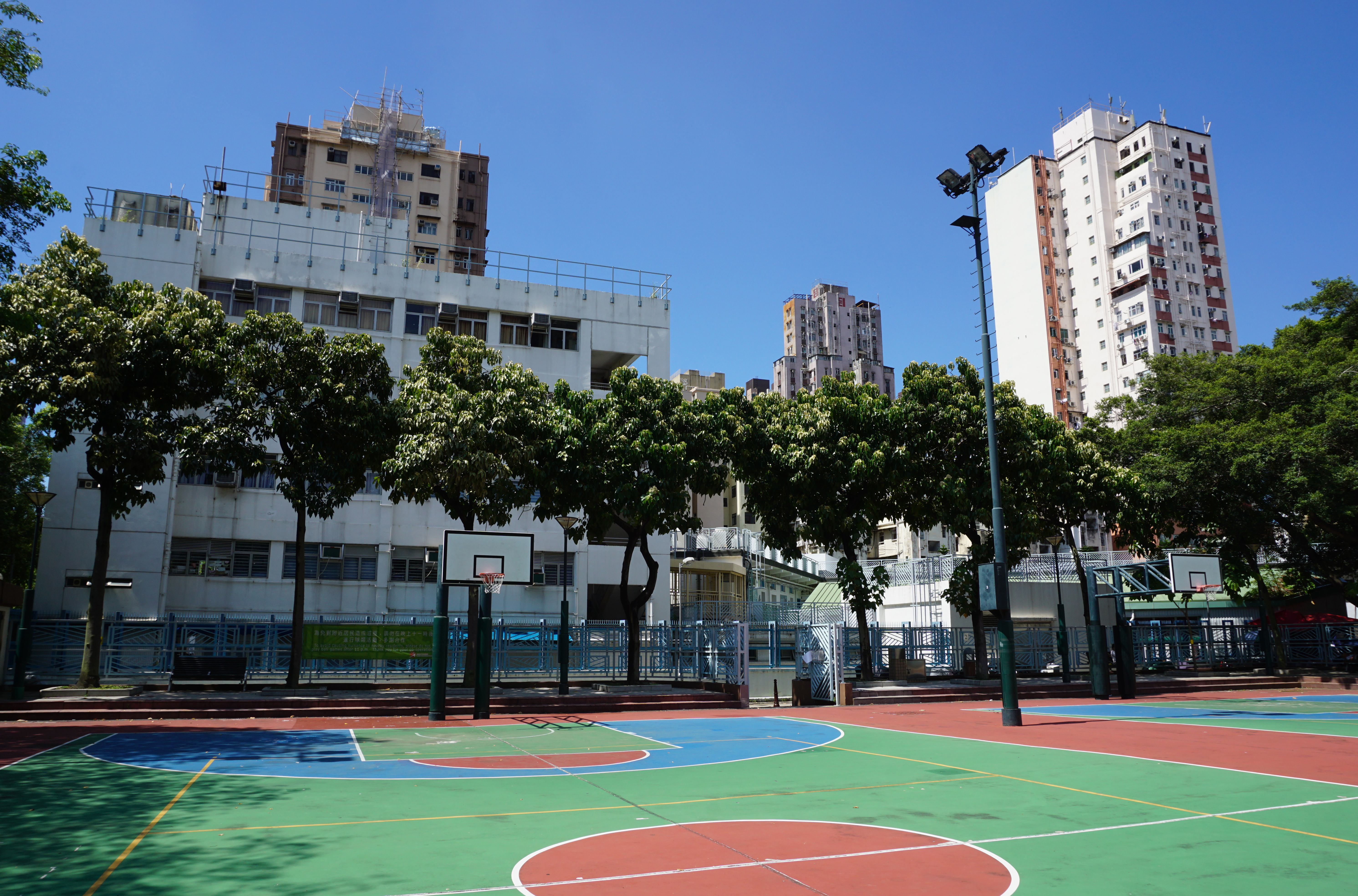
校舍南面

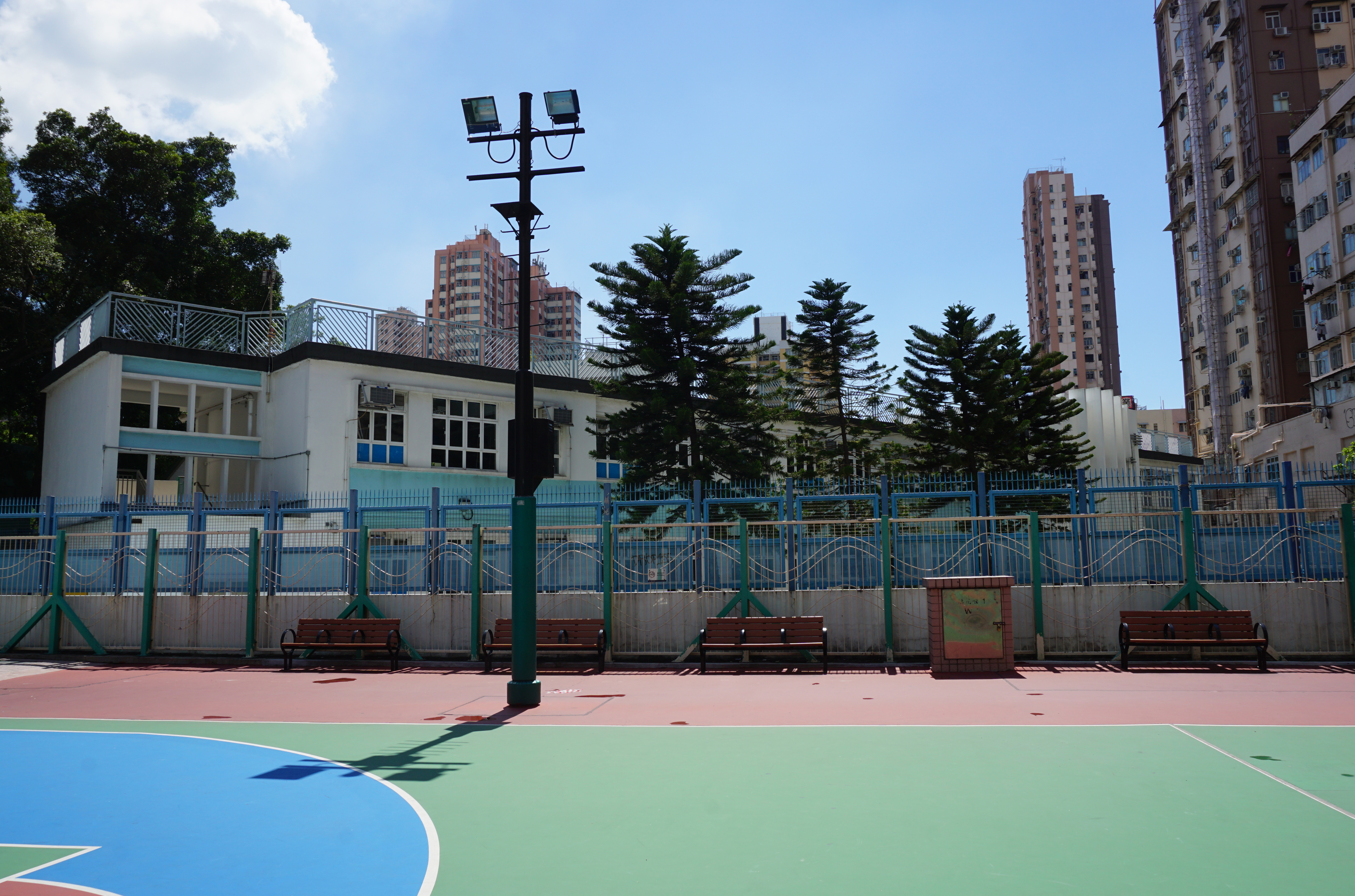
校舍東面

中華基督教會元朗真光小學（英語：CCC Chun Kwong Primary School）是香港元朗區的一所資助小學，於1906年創辦，2006年9月轉為全日制小學。原有的第二代校舍為新界元朗屏信街九號，於2006年9月遷移至鐘聲徑五號、原鐘聲學校校舍。現任校長為徐建森先生。

## 歷史

### 戰前
此校原名為「真光書室」，於1906年創立，初年為男校，九年後擴建及改為男女校。及後，於1938年改為只收女生。
於香港日佔時期，此校曾一度停辦。

### 戰後擴展
1946年，此校復辦，並再次改為男女校至今；同時，辦學權亦交予中華基督教會香港區會。
至1957年，該會正式向政府申請，於元朗擊壤村撥地興建第二代校舍。其後，該校舍於1962年中動工，並於1962/63學年下學期啟用。

### 遷校及轉為全日制
因第二代校舍空間狹小，此校曾申請競投同區新建校舍，但不果；及後，政府決定向此校直接批出鐘聲學校舊址。隨著上述校舍於2006年完成翻修，此校亦於同年遷入，並轉為全日制小學至今。

## 歷任校長[5]
- 1906年-？：黃述芳 先生（創校校長）
- 1938年-？：舒活 牧師
- ？-1941年、1946年：陳陽光 先生
- 1946年-1953年：梁恩澤 先生（後調至同系全完第一小學）
- 1953年-1956年：彭國維 先生
- 1956年-1958年：吳維新 先生
- 1958年-1971年：劉活川 先生（後調至同系拔臣小學）
- 1971年-1977年：陳和安 先生（後調至同系基真小學）
- 1977年[6]-1981年：張中仁 先生[7]（原同系大澳小學校長）
- 1981年-1985年：程長澍 先生[8]（原同系基覺小學上午校校長，後調至同系基蔭小學）
- 1985年-1995年：岑永生 先生[9]
- 1995年[10]-1997年：侯肇榮 先生（原同系基錫小學上午校校長；後對調至同系方潤華小學下午校）[11]
- 1997年-1999年：鍾煥英 女士（由同系方潤華小學下午校對調；後調至同系蒙黃花沃紀念小學下午校）
- 1999年-2000年：金國強 先生（後轉職至中華基督教青年會小學[12]）[13]
- 2000年-2004年：袁棟謙 先生（原同系基浩小學末任校長）
- 2004年-2009年：林偉雄 先生（後調至同系基灣小學）
- 2009年-2012年：鄭雪英 女士（後調至同系基華小學（九龍塘））
- 2012年-2023年：何妙玲 女士（由同系方潤華小學調任）
- 2023年起：徐建森 先生（現任校長）

## 校園電視台
中華基督教會元朗真光小學已在2012年11月開啟校園電視台，並於2015-2016學年度升級校園電視台至Youtube，讓使用平台的學生和家長都可以隨時隨地瀏覽學校的節目。節目内容包括：普通話，英文，體育等。

## 著名/傑出校友
- 李致和：前香港三項鐵人運動員 (1990年畢業)
- 郭駿傑：香港城市大學化學系助理教授 (2000年畢業)

## 外部連結
- 中華基督教會元朗真光小學網站（页面存档备份，存于）
- 中華基督教會元朗真光小學校園電視台網站（页面存档备份，存于）